# Моран Мазур
Моран Мазур (на иврит: מורן מזור) е израелска певица.

## Биография
Родена е на 17 май 1991 г. в Холон. В Израел става известна след победата си в музикалното реалити шоу „Еял Голан търси звезда“ (оригинално заглавие: אייל גולן קורא לך). През март 2013 г. побеждава на фестивала „Кдам“, чрез който ежегодно се избира представител на „Евровизия“, печелейки правото да представи страна си на следващото издание на европейския песенен конкурс.